# 東根室車站

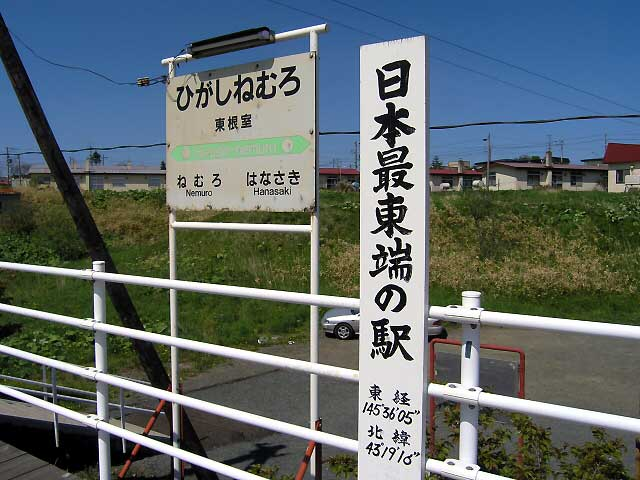
設置於月台上的日本最東端的告示牌。

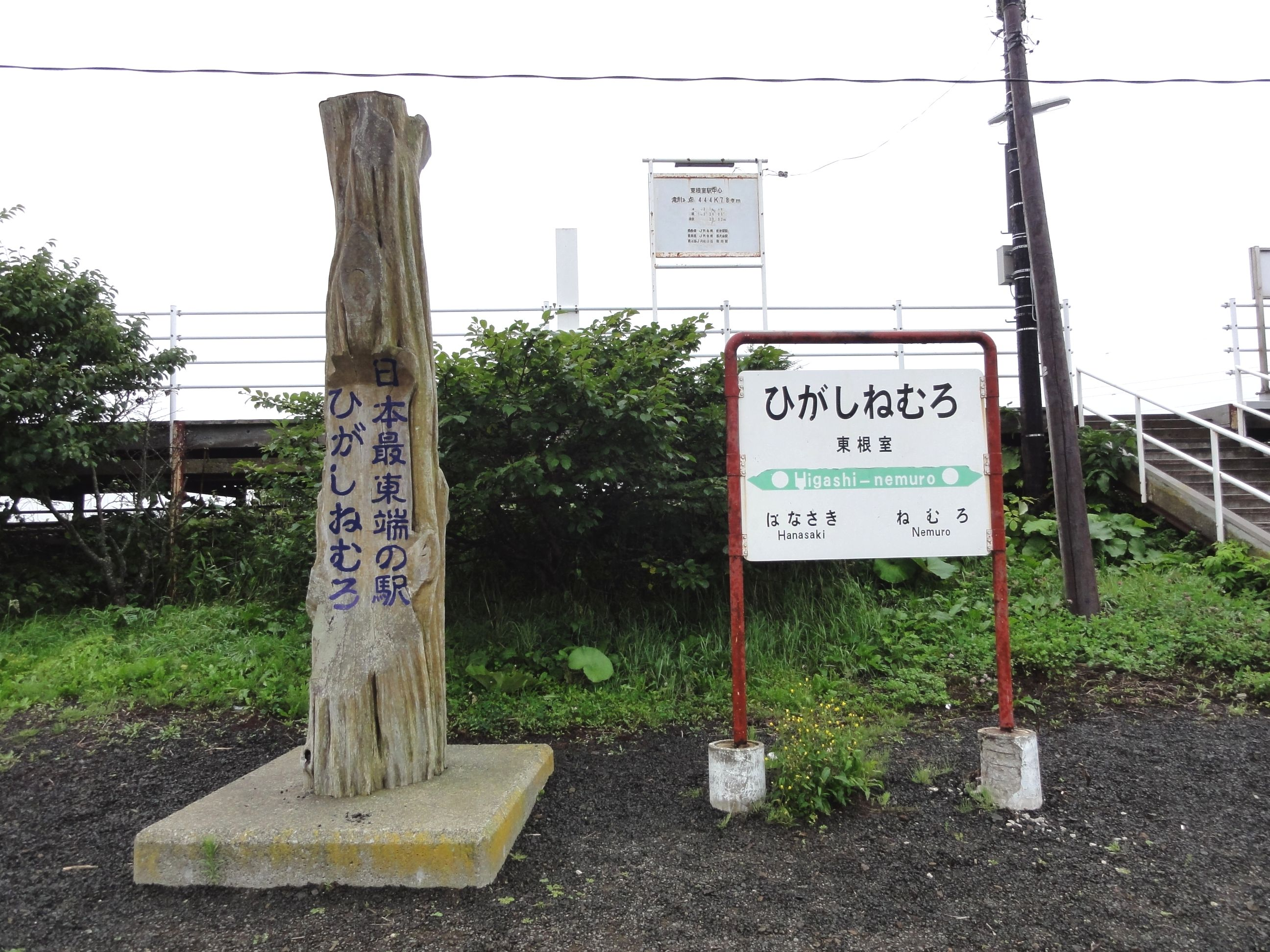
設置於月台前空地上的日本最東端紀念碑。

東根室車站（日语：／ Higashi-nemuro eki */?）是位於日本北海道根室市昭和町，曾屬於北海道旅客鐵道（JR北海道）根室本線的鐵路車站。電報略號為。此站尚未廢站時為日本最東端的鐵路車站，因位於根室東面而得名為「東根室」。本站已於2025年3月隨著列車時刻表改點而廢站。

## 車站構造
此站開業時已是簡易車站模式，沒有設置站房，整個車站範圍只有1座側式月台。本站共設有兩個標示「日本最東端車站」的物品，其中以樹幹所製成的「日本最東端的紀念碑」放置於月台出入口旁的空地，而「日本最東端的紀念板」則設置於月台上。

## 歷史
- 1961年：

- 2月1日：日本國有鐵道根室本線花咲站 - 根室站之間設置了東根室臨時站、開業。
- 9月1日：同日昇格為正式車站。採用無人站形式營運。

- 1987年4月1日：國鐵分割民營化下、由北海道旅客鐵道（JR北海道）承繼[8]。
- 2024年12月13日：JR北海道宣布將隨著2025年3月列車時刻表的改點而被廢站[2][9][10][11][12][13]。成為自2022年為止首個平均使用人數超過10人、但仍遭廢站的車站。
- 2025年3月15日：隨時間表改正而廢站[14]。日本最東端改由根室站承繼。

## 車站周邊
本站附近為廣闊的住宅區，亦是航空自衛隊根室分屯基地的所在地。
- 光洋簡易郵政局
- 根室市立光洋中學
- 根室交通「光洋中學前」車站

## 相鄰車站
北海道旅客鐵道（JR北海道）
根室本線（花咲線）
快速「花咲」（往釧路）、快速「納沙布」
通過
快速「花咲」（往根室）、普通
昆布盛－（※）西和田－東根室－根室
（※）下行普通列車的一部分通過西和田站。
註：本站與西和田間曾設有花咲站，該站於2016年3月26日被廢站。

### 附註
1. ↑  本站在正式成為車站時，不同的記載對本站都有不同的稱呼，為方便起見，這裏採用一般常用的「臨時站」稱呼。

## 外部連結
- （日語）JR北海道 – 東根室車站 （页面存档备份，存于）
- （日語）東根室車站 （页面存档备份，存于）
- （日語）全驛參觀之旅 （页面存档备份，存于）